# دلار مورگان
دلار مورگان (انگلیسی: Morgan dollar) یک سکه یک دلاری ایالات متحده است که از سال ۱۸۷۸ تا ۱۹۰۴، در سال ۱۹۲۱ ضرب شد و دوباره در سال ۲۰۲۱ شروع شد. این اولین دلار نقره استاندارد ضرب شده از زمان تصویب قانون ضرب سکه سال ۱۸۷۳ بود که به ضرب سکه رایگان نقره و تولید نقره پایان داد. طرح قبلی، دلار آزادی نشسته بود. حاوی ۴۱۲٫۵ دانه ۹۰٪ نقره خالص (یا ۳۷۱٫۲۵ گرم = ۲۴٫۰۵۶ گرم = ۰٫۷۷۳۵ اونس تن نقره خالص). این سکه به افتخار طراح آن، دستیار حکاکی ضرابخانه ایالات متحده، جورج تی مورگان، نامگذاری شده است. جلوی پرتره نمایه آزادی را با الگوبرداری از طرح آنا ویلیامز، در حالی که پشت آن عقابی را با بال‌های باز به تصویر می‌کشد. علامت ضرابخانه، در صورت وجود، بر روی عکس بالا بین D و O در «دلار» ظاهر می‌شود.